# 聚伊佩讷
聚伊佩讷（法語：Zuytpeene）是法国上法兰西大区诺尔省的一个市镇，位于该省西北部，属于敦刻尔克区。该市镇2009年时的人口为524人。

## 人口
聚伊佩讷人口变化图示
| 数据来源：INSEE |